# 士別市ふどう野球場
士別市ふどう野球場（しべつしふどうやきゅうじょう）は、北海道士別市の士別市ふどう公園内にある野球場。
2020年8月1日に日本ハム二軍がイースタン・リーグの対巨人二軍戦を開催する予定であったが、新型コロナウイルス感染拡大に伴う日程変更により実施されなかった。なお、2022年7月31日に日本ハム二軍がイースタン・リーグの対横浜DeNA二軍戦を開催する予定であったが、こちらも日本ハム球団内での新型コロナウイルス感染者拡大によりチーム編成が困難であることから中止となった。
2021年に北海道ベースボールリーグに加盟した士別サムライブレイズ（2022年からは北海道フロンティアリーグに移籍、2023年からはKAMIKAWA・士別サムライブレイズに改名）は主催全試合を当球場で開催している。

## 施設概要
- 面積：12,564㎡
- 両翼：92m　中堅：116m
- 内野：土　外野：天然芝
- 収容人員：4,800人
- 照明：なし
- スコアボード：あり

## 交通アクセス
- JR北海道（宗谷本線）・士別駅より徒歩30分
- 道央自動車道・士別剣淵ICより車で10分